# Dazed and Confused
Dazed and Confused (с англ. — «Ошеломлённые и смущённые») — песня, написанная американским автором и певцом Джейком Холмсом, позже переработанная Джимми Пэйджем и исполненная британскими рок-группами The Yardbirds и Led Zeppelin.
Приобрела широкую известность именно в качестве песни Led Zeppelin — четвёртая композиция в первом альбоме этой группы (где в качестве автора песни был указан только Джимми Пейдж без всякого упоминания Холмса)

## История создания
Впервые исполнена в дебютном альбоме Джека Холмса The Above Ground Sound of Jake Holmes в июне 1967 года.
Джимми Пейдж, в бытность свою гитаристом The Yardbirds, в 1967—1968 годы неоднократно исполнял обработанную версию этой композиции, используя для игры на гитаре скрипичный смычок. Тогда же вокалист The Yardbirds Кит Релф частично переделал слова песни. Группа исполняла песню на концертах (включив её в альбом Yardbirds '68), а также в студии Би-би-си в марте 1968 года. Ни в один студийный альбом The Yardbirds она не вошла.
Сформировав Led Zeppelin, Пейдж доработал песню ещё немного, и в октябре 1968 года она была записана в первом альбоме группы. Характерными чертами композиции, кроме игры смычком на электрогитаре, являются также известный басовый риф (на бас-гитаре Джон Пол Джонс), мощная игра на ударных и быстрая средняя секция, где Пейдж тоже играет гитарное соло.
В июне 2010 года Холмс подал иск в федеральный суд США, заявив о нарушении авторских прав и назвав Пейджа соответчиком. Иск был «отклонён с предубеждением» 17 января 2012 года после того, как осенью 2011 года между Пейджем и Холмсом было достигнуто внесудебное соглашение, размер которого не разглашался. Последующие альбомы Led Zeppelin, такие как Celebration Day (2012) и ремастерированные и подарочные издания дебютного альбома группы (2014), расширили авторство песни «Dazed and Confused» до «By Page – Inspired by Jake Holmes».

### Концертные исполнения Led Zeppelin
Led Zeppelin играли эту композицию с 1969 по 1975 год, причём за шесть лет её исполнение активно эволюционировало.
- Североамериканские гастроли зимой 1968—1969 годов. Длительность композиции от 7 до 12 минут, смычковая часть обретает более знакомый фрагмент, включающий тональности 2-1-5-6, и на своём исходе, когда Пейдж использует педаль дисторшна, переходит в быструю часть не с ходу, а с паузой в две-три секунды. Быстрая часть несколько длиннее, чем в альбоме. 26 января в конце смычковой части был сыгран фрагмент песни The Yardbirds «Shapes Of Things». 1 февраля в Нью-Йорке композиция была сыграна как часть How Many More Times.
- Британо-скандинавские гастроли в марте 1969 года. Композиция короче (25 марта длительность композиции была 7 минут, никогда больше Dazed And Confused не исполнялась такой короткой), 6-10 минут. К 17 марта в смычковой части добавляется фрагмент (после 2-1-5-6 фрагмента), где Пейдж плашмя ударяет смычком по струнам гитары. На версии 17 марта после 4 куплета идёт характерная для будущих лет импровизация в 5 тональности. Кроме того, Пейдж впервые играет главный нисходящий рифф композиции на терцию выше (обычно первую его половину), чем оригинал.
- Североамериканские гастроли весной 1969 года. Новые гастроли выносят композицию на новый виток эволюции. Перед пассажем, возвращающем к репризе основной темы, добавлен фрагмент «Марс» из сюиты «Планеты» Густава Хольста. 26 и 27 апреля смычковая часть уже играется без аккомпанемента. Кроме того, во время импровизации после 4 куплета Пейдж впервые в истории Led Zeppelin применил инструмент терменвокс. На некоторых концертах во вступлении в композиции присутствуют удары гонгов (Джон Бонэм). И опять композиция становится длиннее, до 14 минут.
- Британские гастроли в июне 1969 года. Длина в общем не увеличивается, но формируется классический вариант смычковой части: вышеупомянутые тональности 2-1-5-6, удары смычка плашмя по струнам, небольшой импровизационный фрагмент. Изначальная перекличка вокала Роберта Планта и гитары Пейджа ещё явственна, но уже начинает размываться. Импровизационная часть после 4 куплета уже достаточно длинная.
- Североамериканские гастроли летом 1969 года. Длина композиции доведена до 15-17 минут, в смычковой части один из первоначальных фрагментов делается намеренно громче, а в быстрой части тоже происходят крупные изменения. Из классической переклички Планта и Пейджа, какой она была в альбоме, вырастает буги-импровизация, за которой следует ещё одна характерная перекличка Планта и Пейджа (которой почти нет на концерте 6 июля в Ньюпорте, но которая уже явственна 31 августа в Техасе) и импровизация в 6, 3 и пониженной 3 тональностях. В сущности, эта версия композиции дожила до весны 1970 года.
- Североамериканские гастроли в августе-сентябре 1970 года. Продолжительность композиции около 15-17 минут, Пейдж играет главный нисходящий рифф на терцию выше намного чаще чем раньше, и начинает увеличиваться пространство между 3 куплетом и смычковой частью. В тексте впервые появляется характерная для будущих версий строчка «everybody’s been talking lord, I swear they’ve been talkin trash». Импровизация после 4 куплета ещё длиннее, а финальная нота уже значительно затянута.
- 1971 год. Продолжительность композиции увеличивается до 20 минут, главным образом, за счёт удлинения фрагмента между третьим куплетом и смычковой частью, а к концу года в быструю часть добавляется фрагмент Theme From Shaft, фанковой импровизации. Также в композицию внедрен гитарный рифф из композиции Foxy Lady Джими Хендрикса, который выполняет роль пассажа между быстрой и более медленной частями инструментальных импровизаций. В смычковой части традиционный фрагмент переклички гитары Пейджа и вокала Планта идёт уже не попеременно, а синхронно.
- 1972 год. Продолжительность композиции доходит до 22-26 минут. Фрагмент между 3 куплетом и смычковой частью выделен уже в совершенно самостоятельную тему. Фанковые эксперименты 1971 года с быстрой частью привели к введению в неё фрагмента композиции The Crunge. К октябрю становится заметным то, что из разных фрагментов быстрой части начинают убирать аккомпанемент Джонса и Бонэма. Пока это относится к перекличке Пейджа и Планта. В конце декабря перед смычковой частью добавляется фрагмент песни «San Francisco» Скота МакКензи.
- 1973 год. Композиция достигает длины в 30 минут. Уже не всегда есть аккомпанемент Джонса и Бонэма в конце быстрой части, перед самым 4 куплетом. Фрагмент The Crunge убран из структуры композиции. В самом конце финальной импровизации есть пока небольшое соло на ударных.
- В 1975 году Пейдж сломал палец на левой руке, и Dazed And Confused на один месяц была исключена из концертного репертуара Led Zeppelin. Композиция игралась в слегка упрощенном виде: часть Foxy Lady была убрана, хотя и была сыграна на двух последних концертах североамериканского тура в лос-анджелесском «Форуме». Во второй части того же тура фрагмент песни San Francisco заменяется на Woodstock Джони Митчелл, а также на Spanish Harlem Бена И. Кинга и Old Man группы Love в тех же последних концертах тура. На последнем из них 27 марта 1975 года исполнение длилось 44 минуты, что является временным рекордом для Led Zeppelin. Последний раз Dazed And Confused была исполнена после воссоединения группы в 2007 году.